# Aitone II d'Armenia
Aitone II d'Armenia anche Hetoum, Hethoum, Hethum, Het'um o Hayton traslitterazione da (HY)  Հեթում Բ (1266 – Anazarbe, 7 novembre 1307) dal 1289 al 1293, dal 1295 al 1296 e dal 1299 al 1303 fu re della Piccola Armenia mentre questa era uno stato cliente dell'Impero mongolo.

## Famiglia
Apparteneva alla famiglia degli Hetumidi, era figlio di Leone III d'Armenia e Keran di Lampron e nipote di Aitone I d'Armenia che aveva sottomesso la Cilicia ai Mongoli nel 1240.
Aitone II sposò Helvis di Lusignano, figlia del re Ugo III di Cipro. Il figlio ed erede di Aitone, Teodoro, fu assassinato nel 1296 dall'usurpatore Sempad.

## Regno
Nel 1292 la Cilicia armena fu invasa da Khalil, il Sultano Mamelucco d'Egitto che aveva conquistato il Regno di Gerusalemme l'anno precedente, Hromgla fu saccheggiata e Aitone fu costretto a cedere Besni, Marash e Til Hamdoun.
Nel 1293 egli abdicò in favore di suo fratello Teodoro III ed entrò nel monastero armeno di Mamistra.
Tuttavia, nel 1295 Teodoro III chiese ad Aitone di ritornare sul trono per aiutarlo a rinsaldare l'alleanza con i Mongoli; il tentativo ebbe successo.
Anche i rapporti con il potente Impero bizantino erano migliorati, il 16 gennaio 1294 una delle sorelle di Aitone, Rita, aveva sposato Michele IX Paleologo, l'Imperatore bizantino.
Attorno al 1297 Aitone e Teodoro si recarono a Costantinopoli e, durante la loro assenza, il loro fratello Sempad usurpò il trono con l'aiuto dell'altro fratello Costantino, quando Aitone e Teodoro tornarono Sempad li catturò a Caesarea e li imprigionò nella fortezza di Partzerpert dove Aitone fu parzialmente accecato per cauterizzazione mentre Teodoro fu strangolato nel 1298; ma Costantino si rivoltò contro Sempad e prese il trono a sua volta.
Aitone fu liberato e nel 1299, dopo essere guarito dalla sua cecità, riprese la corona ed esiliò i due fratelli fedifraghi a Costantinopoli.
Presto Aitone impegnò le truppe armene, al fianco dei mongoli, nel loro tentativo di conquista della Siria.

### Offensiva in Siria

Attacchi mongoli nel Levante nel 1299 e 1303.

Nell'estate del 1299 Aitone, trovandosi nuovamente a fronteggiare una minaccia di attacco dai Mamelucchi, inviò una richiesta di aiuto al khan mongolo di Persia, Ghâzân, che in risposta mosse con le sue forze verso la Siria ed inviò lettere al re di Cipro ed ai capi dei Cavalieri templari, Ospitalieri e Teutonici, invitandoli a raggiungerlo per unirsi al suo attacco ai Mamelucchi in Siria.
I Mongoli riuscirono a conquistare la città di Aleppo, dove furono raggiunti da re Aitone, le cui forze comprendevano alcuni Templari ed Ospitalieri dal Regno armeno di Cilicia, che parteciparono al resto dell'offensiva
.
Gli alleati sconfissero i Mamelucchi nella battaglia di Wadi al-Khazandar,  il 23 o 24 dicembre del 1299.

Un gruppo di mongoli allora si separò dall'esercito di Ghâzân ed inseguì le truppe mamelucche in ritirata fino a Gaza, costringendoli a tornare in Egitto.

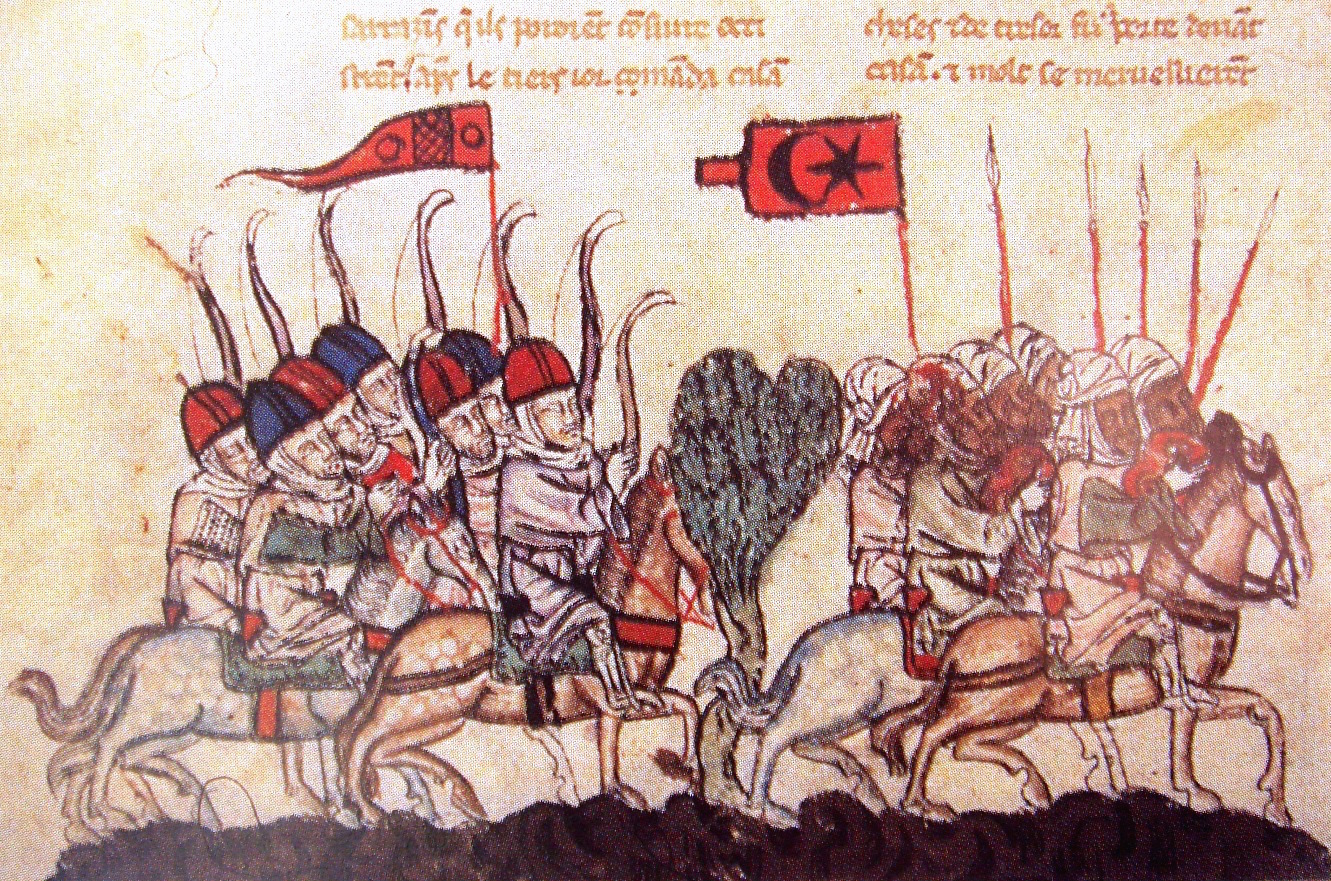
Vittoria dei Mongoli (sinistra) sui Mamelucchi (destra) alla Battaglia di Wadi al-Khazandar del 1299.

Secondo la tradizione, re Aitone visitò Gerusalemme nel 1300 dopo aver contribuito all'offensiva dei Mongoli.
L'origine del racconto è un documento di uno storico medievale armeno, Nerses Balients (Narsete Balients):
Egli trovò che tutti i nemici erano stati messi i fuga o sterminati dai Tartari, che erano arrivati prima di lui.
Entrato a Gerusalemme egli radunò i Cristiani, che per la paura, si erano nascosti in caverne.
Durante i 15 giorni che passò a Gerusalemme, egli fece celebrare le cerimonie del culto cristiano e solenni festività nei Luoghi Santi. La visita che fece a tutte le stazioni di pellegrinaggio fu per lui una grande consolazione. Egli era ancora a Gerusalemme, quando ricevette un documento dal Khan che gli concedeva Gerusalemme ed il territorio circostante. In seguito raggiunse nuovamente Ghazan a Damasco, e passò con lui l'inverno»
(Sempad il Connestabile, Chronique du Royaume de Petite Arménie)
Alcuni storici rilevano che questo racconto non concorda con nessun'altra fonte dell'epoca, ed attualmente è stata riconosciuta come originata da fonte inaffidabile; in altri termini, fu semplice propaganda armena del tempo.

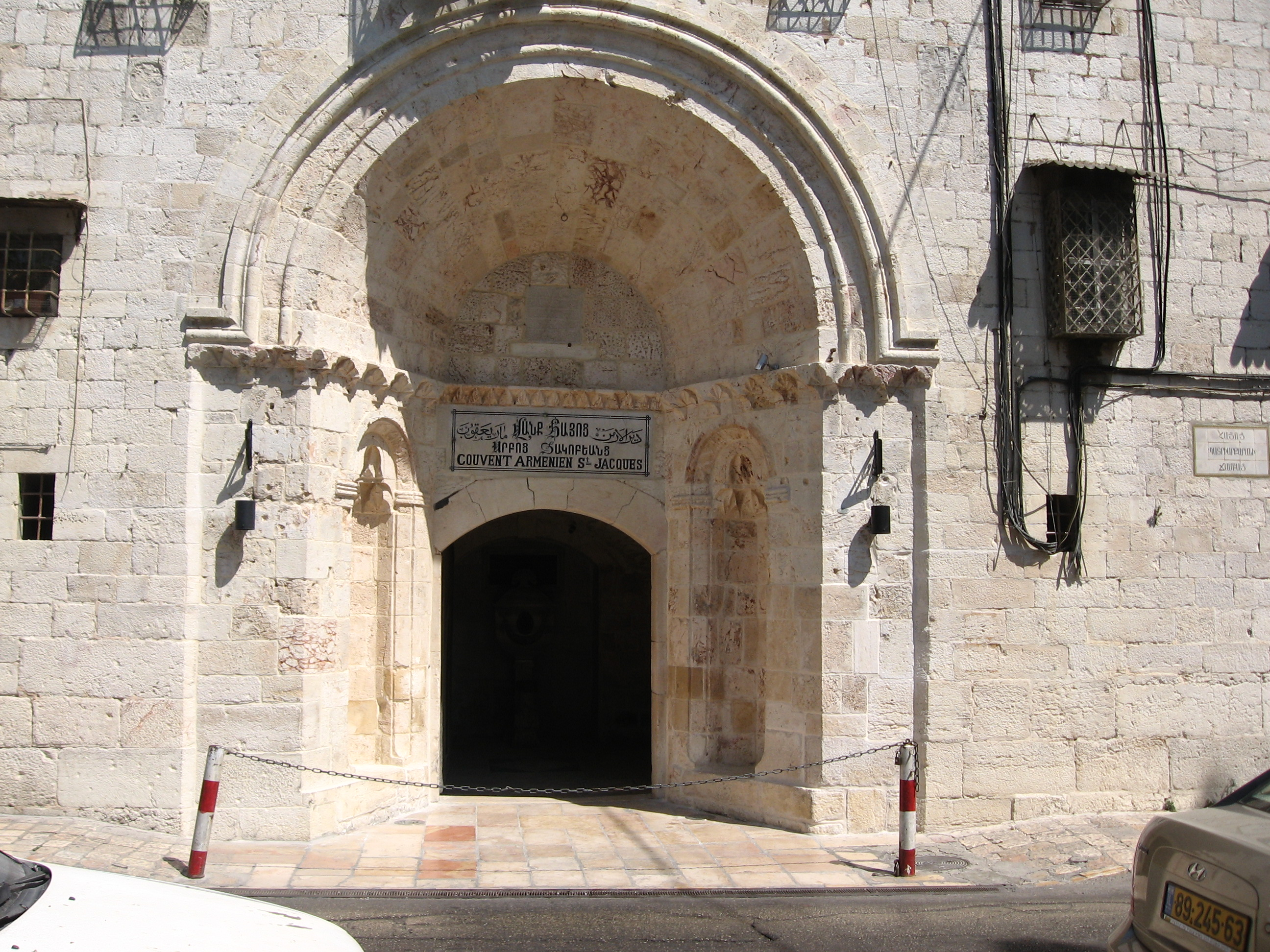
Forse fu in occasione di una visita a Gerusalemme nel 1300 che Aitone II donò il suo scettro d'ambra al Convento armeno di San Giacomo di Gerusalemme.

Tuttavia in The Crusaders and the Crusader States, Andrew Jotischky usa l'articolo di Schein del 1979 ed il successivo libro del 1991 per affermare che "dopo una breve ed essenzialmente simbolica occupazione di Gerusalemme, Ghazan si ritirò in Persia".
Secondo Peter Jackson in The Mongols and the West, i Mongoli liberarono la Città Santa.
Steven Runciman in A History of the Crusades, III afferma che Ghazan penetrò fino a Gerusalemme, ma non prima dell'anno 1308.
Claude Mutafian, in Le Royaume Arménien de Cilicie menziona degli scritti ed un Domenicano armeno del XIV secolo che proclama che il re armeno visitò Gerusalemme quando questa fu temporaneamente tolta al governo dei musulmani.
Demurger, in Les Templiers, fa cenno alla possibilità che i mongoli abbiano occupato Gerusalemme, citando una tradizione armena secondo la quale Aitone celebrò la messa a Gerusalemme nel gennaio 1300.
Secondo lo storico Claude Mutafian, forse fu in quest'occasione che Aitone II donò il suo scettro d'ambra al Convento armeno di San Giacomo di Gerusalemme.

### Vittoria musulmana di Shaqhab

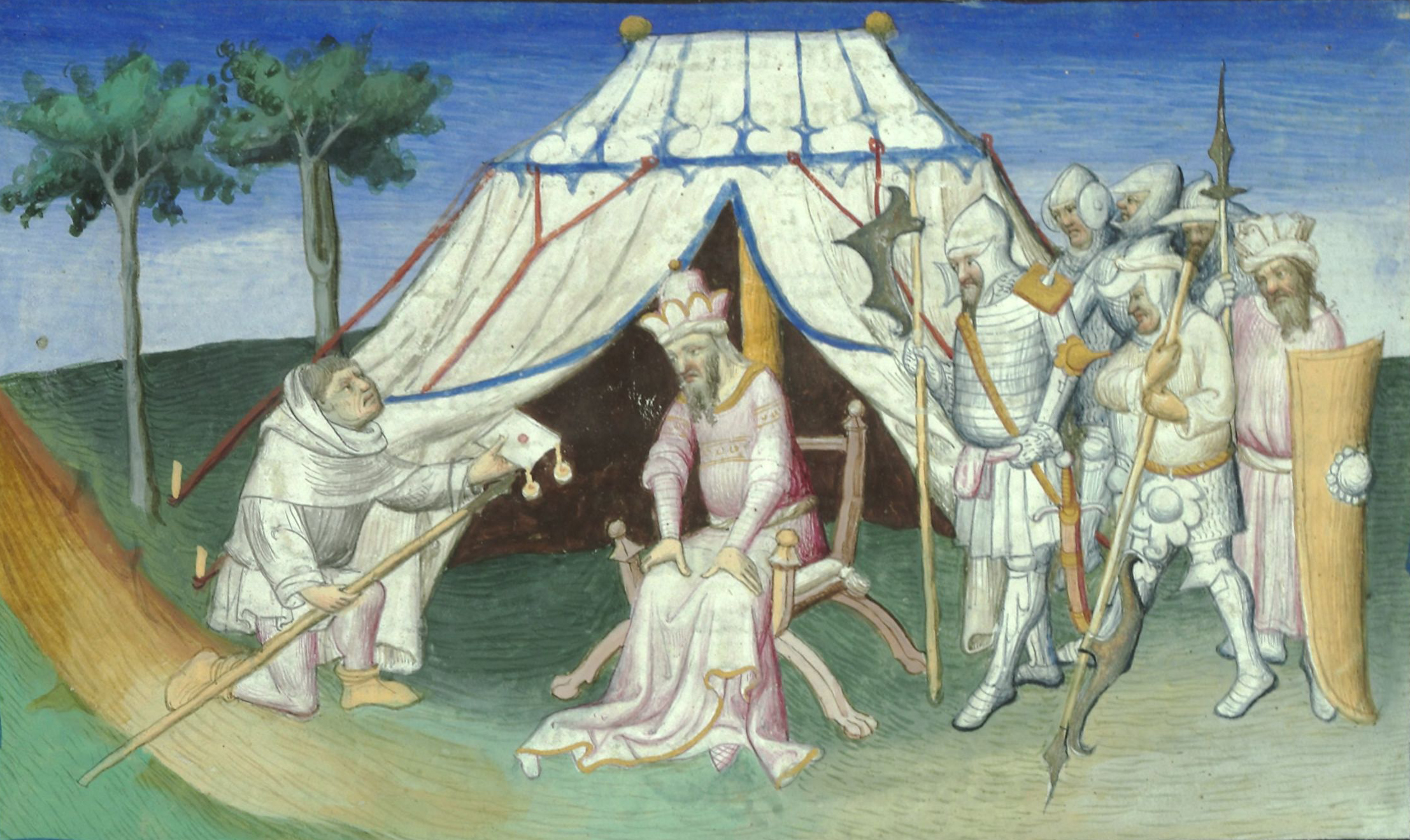
Ghazan ordina al re d'Armenia Aitone II di accompagnare Kutlushka nell'attacco a Damasco del 1303.

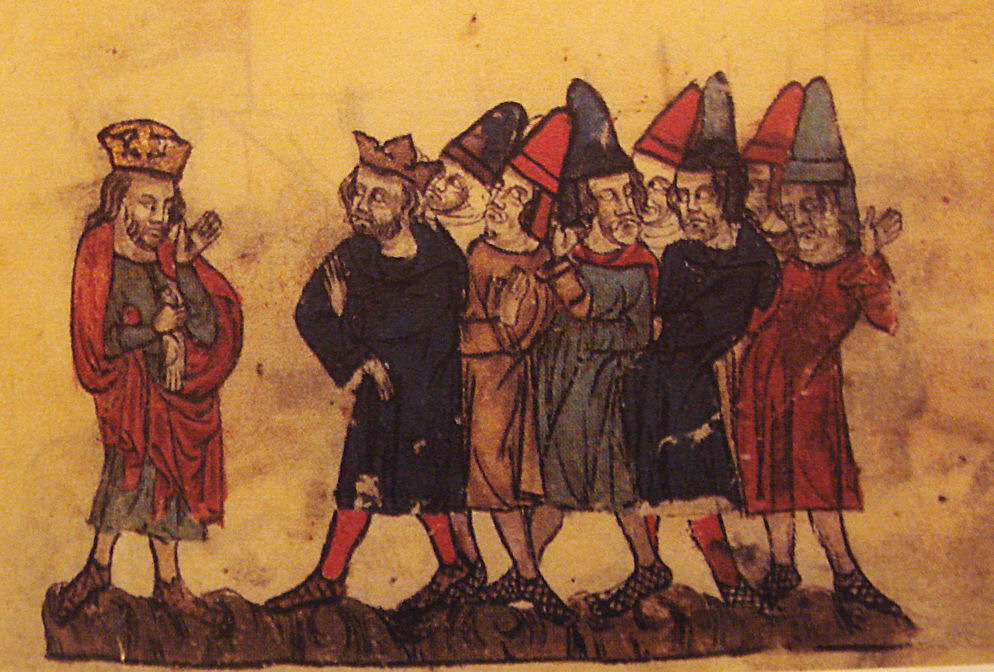
Aitone II (sinistra) lascia Ghazan ed i suoi Mongoli nel 1303.

I restanti Templari, da Cipro, continuarono a fare razzie sulla costa Siriana all'inizio del 1303, e devastarono la città di Damour, a sud di Beirut; però persero Arados, poiché non erano in grado di schierare truppe sufficienti.
Nel 1303 una grande forza mongola (circa 80000) insieme con gli armeni, fu sconfitta ad Homs il 30 marzo ed alla decisiva battaglia di Shaqhab, a sud di Damasco, il 21 aprile dello stesso anno.Questa è considerata l'ultima delle grandi invasioni mongole della Siria.
Anche nel 1303, Ghazan aveva nuovamento inviato una missiva ad Edoardo I, nella persona di Buscarello di Gisolfo, reiterando la promessa di Hulagu di dare Gerusalemme ai Franchi in cambio di aiuto contro i Mamelucchi. Ma Ghazan morì il 10 maggio 1304, ed i sogni di una rapida riconquista della Terra Santa andarono distrutti.
Aitone divenne monaco francescano, con il nome di Giovanni e, nel 1303 o nel 1305, passò la corona a suo nipote Leone IV, figlio di Teodoro III, mantenne però la carica di Reggente d'Armenia.
Nel 1304 i Mamelucchi continuarono i loro assalti alla Cilicia armena e riuscirono a riprendere tutti i territori che gli armeni avevano acquisito durante l'invasione mongola.
Nel 1305 Aitone e Leone guidarono un esercito armeno alla vittoria sugli scorridori Mamelucchi, nella battaglia di Laiazzo.
Nel 1307 mentre si trovavano vicino ad Anazarbe, nell'accampamento di Bilarghu, generale o rappresentante Mongolo in Cilicia recentemente convertito all'Islam.
Aitone II, suo nipote Leone IV ed il loro intero entourage furono assassinati dallo stesso Bilarghu, a seguito di un complotto interno contro gli sforzi di Aitone tesi ad unire la Chiesa armena a Roma.

## Ascendenza
|                     |   |                            | Genitori                 |  |  | Nonni |  |  | Bisnonni               |  |  | Trisnonni           |  |
|                     |   |                            |                          |  |  |       |  |  | Costantino di Barbaron |  |  | Vacaghk di Barbaron |  |
|                     |   |                            |                          |  |  |       |  |  | Costantino di Barbaron |  |  | Vacaghk di Barbaron |  |
|                     |   | …                          |                          |  |  |       |  |  | Costantino di Barbaron |  |  |                     |  |
| Aitone I d'Armenia  |   |                            |                          |  |  |       |  |  | Costantino di Barbaron |  |  |                     |  |
|                     |   | Alix Pahlavouni di Lampron | Aitone III di Lampron    |  |  |       |  |  |                        |  |  |                     |  |
|                     |   | Alix Pahlavouni di Lampron | Aitone III di Lampron    |  |  |       |  |  |                        |  |  |                     |  |
|                     |   | Alix Pahlavouni di Lampron | Rita dei Rupenidi        |  |  |       |  |  |                        |  |  |                     |  |
| Leone III d'Armenia |   | Alix Pahlavouni di Lampron |                          |  |  |       |  |  |                        |  |  |                     |  |
|                     |   | Leone II d'Armenia         | Stefano d'Armenia        |  |  |       |  |  |                        |  |  |                     |  |
|                     |   | Leone II d'Armenia         | Stefano d'Armenia        |  |  |       |  |  |                        |  |  |                     |  |
|                     |   | Leone II d'Armenia         | Rita di Barbaron         |  |  |       |  |  |                        |  |  |                     |  |
| Isabella d'Armenia  |   | Leone II d'Armenia         |                          |  |  |       |  |  |                        |  |  |                     |  |
|                     |   | Sibilla di Lusignano       | Amalrico II di Lusignano |  |  |       |  |  |                        |  |  |                     |  |
|                     |   | Sibilla di Lusignano       | Amalrico II di Lusignano |  |  |       |  |  |                        |  |  |                     |  |
|                     |   | Sibilla di Lusignano       | Sibilla di Gerusalemme   |  |  |       |  |  |                        |  |  |                     |  |
| Aitone II d'Armenia |   | Sibilla di Lusignano       |                          |  |  |       |  |  |                        |  |  |                     |  |
|                     | … | …                          |                          |  |  |       |  |  |                        |  |  |                     |  |
|                     | … | …                          |                          |  |  |       |  |  |                        |  |  |                     |  |
|                     | … | …                          |                          |  |  |       |  |  |                        |  |  |                     |  |
| Aitone IV d'Armenia | … |                            |                          |  |  |       |  |  |                        |  |  |                     |  |
|                     |   | …                          | …                        |  |  |       |  |  |                        |  |  |                     |  |
|                     |   | …                          | …                        |  |  |       |  |  |                        |  |  |                     |  |
|                     |   | …                          | …                        |  |  |       |  |  |                        |  |  |                     |  |
| Keran di Lampron    |   | …                          |                          |  |  |       |  |  |                        |  |  |                     |  |
|                     |   | …                          | …                        |  |  |       |  |  |                        |  |  |                     |  |
|                     |   | …                          | …                        |  |  |       |  |  |                        |  |  |                     |  |
|                     |   | …                          | …                        |  |  |       |  |  |                        |  |  |                     |  |
| …                   |   | …                          |                          |  |  |       |  |  |                        |  |  |                     |  |
|                     |   | …                          | …                        |  |  |       |  |  |                        |  |  |                     |  |
|                     |   | …                          | …                        |  |  |       |  |  |                        |  |  |                     |  |
|                     |   | …                          | …                        |  |  |       |  |  |                        |  |  |                     |  |
|                     |   | …                          |                          |  |  |       |  |  |                        |  |  |                     |  |